# Louisville Slugger Museum
Le Louisville Slugger Museum est un musée consacré au baseball, situé dans le quartier des affaires de Louisville, au Kentucky.
Il est installé depuis 1996 dans le bâtiment qui abrite également le siège social et les lignes de fabrication de la société Hillerich & Bradsby.

## Historique
La Louisville Slugger, la batte de baseball la plus célèbre aux États-Unis, est fabriquée depuis 1884. En 1974, la production des battes a été déplacée à Jeffersonville, dans l'Indiana. Elle est revenue à Louisville quand le propriétaire, Hillerich & Bradsby, a ouvert l'usine et le complexe muséal en 1996.

## Collections
Toute une collection de battes est présentée comme, par exemple, celle de Pete Browning (années 1880) mais aussi celle que Babe Ruth utilisa pour faire son dernier home run en tant que Yankees de New York.
Le musée présente en particulier l'histoire de la Louisville Slugger, cette célèbre batte de baseball en bois créée par Hillerich & Bradsby, qui a fêté ses 125 ans en 2009.
La fabrication des battes est également expliquée. À l'extérieur du musée, une batte géante est exposée. Il s'agit de la plus importante batte au monde.

## Galerie de photos

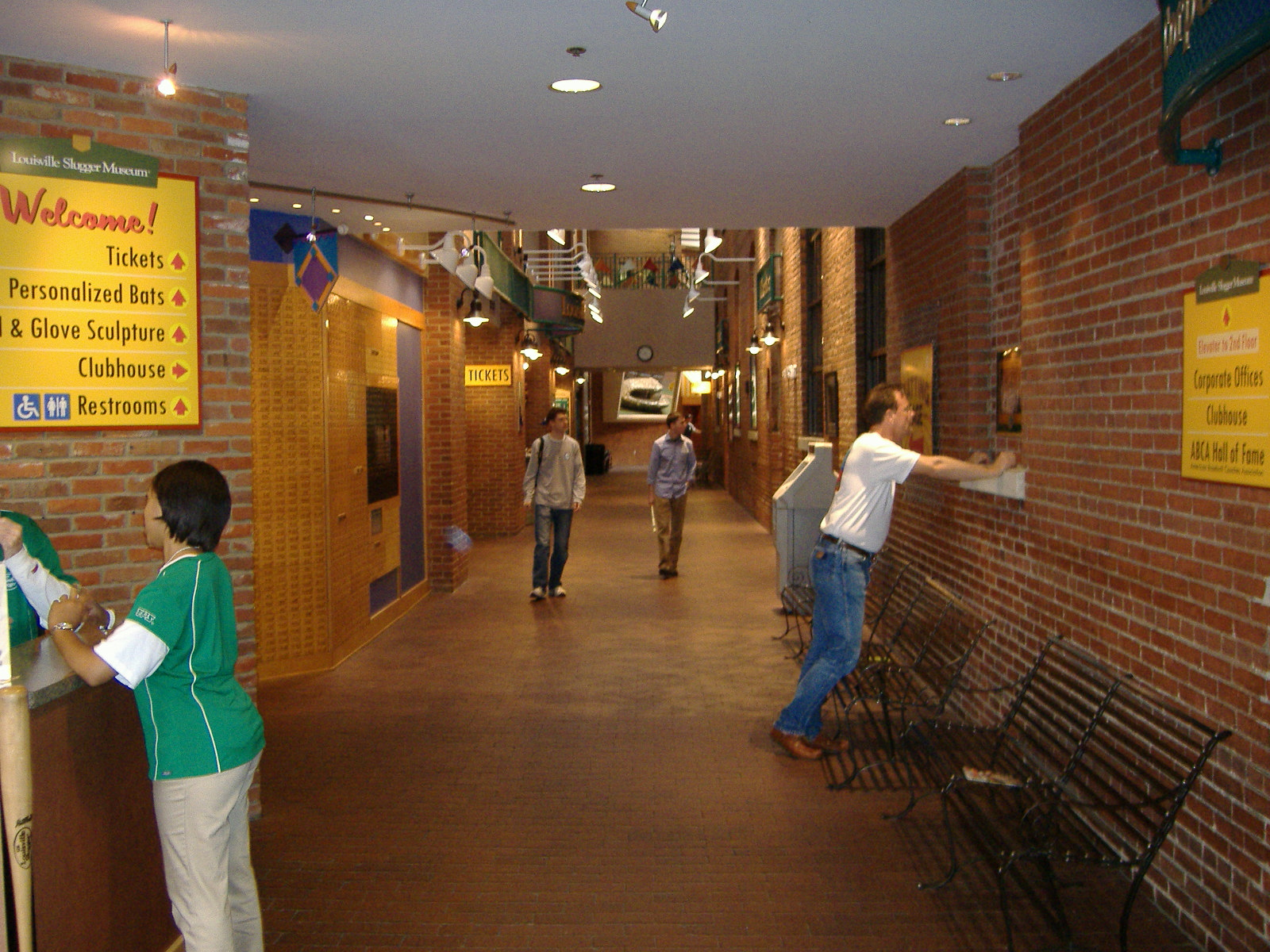
Entrée du musée